# Songs
Songs é o segundo álbum da cantora russa radicada americanda Regina Spektor. Muitas cópias do álbum foram vendidas em shows da própria cantora, mas o álbum está agora disponível para compra em sites de leilão virtuais.

## Faixas
1. "Samson" – 3:54
2. "Oedipus" – 4:50
3. "Prisoners" – 3:03
4. "Reading Time with Pickle" - 5:33
5. "Consequence of Sounds" - 5:09
6. "Daniel Cowman" - 4:51
7. "Bon Idée" - 4:10
8. "Aching to Pupate" - 2:13
9. "Lounge" - 3:34
10. "Lacrimosa" - 5:14
11. "Lulliby" - 2:27
12. "Ne Me Quitte Pas" - 4:38

Uma versão diferente da canção "Samson" é encontrada no seu quarto álbum, Begin To Hope.